# Урбанизация в Иране
В настоящее время уровень урбанизации (процент городского населения) в Иране составил 73,4 %, что означает очень высокую степень модернизированности иранского общества.

## Динамика урбанизации в Иране на мировом фоне
Уровень урбанизации в Иране вырос с 28 % в 1950 г. до 73 % в 2015 г. или в 2,7 раза. Для сравнения, в мире в целом этот показатель увеличился только с 30 до 54 % или в 1,8 раз, поэтому Иран смог легко догнать среднемировой уровень еще в 1960 г., а дальше разрыв между ним и остальным миром все увеличивался, что означало и более быстрый рост модернизации иранского общества по сравнению с остальным миром. Если рассмотреть только развивающиеся страны, то там урбанизация выросла с 18 до 49 % или в 2,8 раза, то есть, примерно так же, как и в Иране. Но абсолютный разрыв между Ираном и развивающимися государствами очень существенно вырос: с 10 процентных пунктов до 24. А вот разрыв Ирана с развитыми странами, который был огромным еще в 1950 г. (27 пунктов), сократился в 2015 г. всего до 5. Вероятно, в ближайшем будущем этот разрыв исчезнет, и Иран полностью достигнет уровня развитых стран по урбанизации. При этом, особо быстрый и впечатляющий рост был отмечен и для абсолютной численности городского населения Ирана: с 4,7 млн до 58,3 млн или в 12,4 раз (и росло оно чрезвычайно высоким темпом — 3,9 % в год). Для сравнения, городское население развивающихся стран мира в целом выросло несколько меньше за то же самое время: в 9,8 раз (3,6 % в год). Урбанизация в Иране развивалась по тому же сценарию, что и во многих среднеразвитых странах (например, Тунис, Ливан, Коста-Рика, Бразилия), которые еще в 1950-м гг. резко отставали от развитых государств по доле городского населения, однако в дальнейшем смогли это отставание преодолеть и обогнать по проценту городского населения даже многие западные государства. Столь быстрая урбанизация в Иране связана прежде всего с началом индустриализации, которая с 1920-х гг. постепенно ускорялась, захватывая все новые города и области, а также с резким улучшением городской инфраструктуры; особенно стремительно городское население росло в 1960-х — 1970-х гг.. Жизнь в городе стала восприниматься как гораздо более престижная и желанная, чем жизнь в деревне. Процессы урбанизации продолжились и после Исламской революции. Рост населения Тегерана был поначалу исключительно быстрым и опережал рост других городов, но уже после 1976 г. его доля во всем населении начинает заметно падать.

## Особенности урбанизации в Иране в последние годы
Урбанизация очень быстро происходит и в последние годы. Только с переписи 2006 г. по перепись 2011 г. городское население Ирана выросло с 48,3 до 53,6 млн человек, или на 2,14 % в год, хотя эти темпы все же несколько снижаются. Например, в 1996—2006 гг. — городское население росло в среднем на 2,74 % в год. Процент городского населения вырос за 5 межпереписных лет с 68,5 % до 71,4 % населения или на 2,9 %. Рост городского населения ведет и к росту образованности иранцев, потому что среди горожан заметно более высок процент грамотных: по переписи 2011 г. среди иранцев старше 6 лет насчитывалось целых 89 % грамотных по сравнению с 75 % в деревнях. То есть, проблема ликвидации неграмотности в городах почти решена, а в иранских селах она до сих пор стоит весьма остро: там четверть населения все еще не умеет читать и писать.
Вообще, с переписи 1956 г. по перепись 1976 г. и 2011 г. число иранских городов выросло с 201 до 373 и 1331, что показывает огромный масштаб развернувшихся в стране урбанизационных процессов. Сразу в 8 городах по последней переписи оказалось население больше 1 млн. В городах размер домохозяйства оказался несколько меньше, чем в селах: 3,48 и 3,73 (а всего по стране — 3,55), что свидетельствует о более низкой рождаемости в них. И в 1976 г. различие между городом и селом по размеру домохозяйств было примерно таким же: городское домохозяйство насчитывало 4,9 человек, а сельское — 5,2; в целом по стране — 5. При этом, параллельно с ростом урбанизации и уменьшением числа членов домохозяйств улучшается их инфраструктура, как в городских населенных пунктах, так и в целом по стране. Если еще в 1976 г. в большинстве жилищ в стране в целом не было электричества и чистой питьевой воды, а сегодня электричество есть практически у всех, а чистой питьевой воды нет только в каждом тридцатом жилище. Уровень урбанизации отдельных провинций очень отличается, и он гораздо выше в богатых провинциях, чем в более бедных. В 2011 г. он был 49 % в Систане и Белуджистане, 50 % в Хормозгане и 56 % в Южном Хорасане, но 91 % в Альборзе, 93 % в Тегеране и 95 % в Куме.